# 蓝白柏林90体育俱乐部
蓝白柏林90体育俱乐部（德語：Sportliche Vereinigung Blau-Weiß 1890 e. V.）是德国柏林的一家足球俱乐部，成立于1927年，于1992年解散。
前身为1890年成立的Berliner FC Vorwärts 1890和1892年成立的Berliner Thor- und Fussball Club Union 1892，二者于1927年7月27日合并为蓝白柏林90体育俱乐部。蓝白柏林曾踢过一个赛季的德甲联赛。